# Златна хорда
Златна хорда (монг. Алтан Орд []; рус.  []) је била монголско-туркијска држава успостављена на територијама данашње Русије, Украјине и Казахстана након распада Монголске империје четрдесетих година 13. века. Монголи су у Русији звани Татарима. Руски кнежеви су плаћали данак Монголима и постајали су заменици канова.
Након смрти Бату Кана (оснивача Златне Хорде) 1255. године, његова династија је цветала читав век, све до 1359. године, иако су интриге Ногаја подстакле делимичан грађански рат у касним 1290-им. Војна моћ Хорде достигла је врхунац за време владавине Узбег-кана (1312–1341), који је прихватио ислам. Територија Златне Хорде на свом врхунцу простирала се од Сибира и Централне Азије до делова Источне Европе од Урала до Дунава на западу и од Црног мора до Каспијског мора на југу, док се граничила са Кавкаским планинама и територијом монголске династије познате као Илканат.

## Име
Претпоставља се да име долази од степског именовања основних праваца света: црно — север, плаво — исток, црвено — југ, бело — запад и жуто или златно за центар. Према другој верзији име долази од величанственог златног шатора Бату-кана, који је означавао његову будућу престоницу на Волги.
Турска реч orda са значењем „палата”, „логор” или „штаб”, у овом случају седиште кана, као престоница каната, метонимијски се проширила на сам канат. Енглеска реч „horde”, у смислу велике (и често претеће) групе, настала је касније, метафорички проширена из репутације монголских хорди.
Каже се да је назив „Златни“ инспирисан златном бојом шатора у којима су Монголи живели током рата, или стварним златним шатором који су користили Бату-кан или Узбег-кан, или да су га даровали словенски вазали за описивање великог богатства кана.
Тек у 16. веку руски хроничари су почели експлицитно да користе овај термин за овај конкретан канат наследника Монголског царства. Прва позната употреба термина, 1565. године, у руској хроници под називом Историја Казања, применила га је на Батуов улус, са средиштем у Сарају. У савременим персијским, јерменским и муслиманским списима, као и у записима из 13. и раног 14. века, као што су Јуанши и Џами ел-таварих, канат је назван „Јочијев улус“ („краљевство Јочија“ на монголском), „Dasht-i-Qifchaq“ (Кипчакска степа) или „Кипчаски канат“ и „Comania“ (Куманија).
Источно или лево крило (или „лева рука“ у званичним персијским изворима са монголским спонзорством) помиње се као Плава хорда у руским хроникама и као Бела хорда у тимуридским изворима (нпр. Зафар-Намех). Западни научници су тежили да следе номенклатуру тимуридских извора и лево крило називају Белом хордом. Али Отемиш хаџи (1550), историчар Варезма, назвао је лево крило Плавом хордом, а пошто је био упознат са усменим предањима канатског царства, изгледа да су руски хроничари били у праву и да је сам канат своје лево крило назвао Плава хорда. Канат је очигледно користио термин Бела хорда да означи своје десно крило, које се налазило у Батуовој матичној бази у Сарају и контролисало је улус. Ознаке Златна хорда, Плава хорда и Бела хорда се не сусрећу у изворима монголског периода.

## Монголско порекло
Џингис-кан је поделио Монголску империју четворици својих синова. Јохи је био најстарији, али био је мртав, тако да је јужна Русија подељена његовим синовима: Бату-кану, вођи Плаве хорде (исток) и Орда-кану, вођи Беле хорде (запад).
Бату-кан је успео успоставити контролу и над територијама Орда-кана, потчинио је северну обалу Црног мора и укључио је туркијско становништво у своју војску. Током 1230-их и 1240-их извршио је бриљантне походе против земаља наследница Кијевске Русије и против Поволшке Бугарске.
После тога је кренуо западно, попљачкавши и попаливши Пољску и Угарску после битка код Легнике и битке код Мухија. Велики кан Огедеј умире 1241. године у Монголији, па Бату-кан престаје са опсадом Беча, да би се укључио у спор око наследства Великог кана. После тога монголска војска никад није отишла толико далеко на запад.
Бату-кан је успоставио своје седиште у Сарају, контролишући нижи ток реке Волге. Пре тога Плава Хорда се распала, када је Бату-канов брат напустио Бату-канову војску и успоставио властиту хорду источно од Урала, дуж Оба и Иртиша.

## Златно доба
Златна Хорда је брзо изгубила свој монголски идентитет. Потомци монголских освајача су чинили вишу класу друштва, а већину становништва хорде чинили су: Кипчаци, Прабугари, Киргизи, Хварезмијани и други туркијски народи.

### Унутрашња организација
Главни владар хорде је био кан, одабран међу потомцима Бату-кана. Други по рангу је био беглербег који је морао бити Монгол. Затим су по рангу долазили везири. Локални управници или баскаци били су одговорни за скупљање данка и за смиривање побуна. Војна и цивилна управа нису биле раздвојене.
Иако су Монголи били номади, Златна Хорда се није развила као типична номадска култура, него је попримила стални карактер. Сарај се развио у јако насељен и просперитетан велики град. У раном 14. веку седиште се преселило узводно до Сарај Берка, који постаје један од највећих средњовековних градова, са отприлике 600.000 становника.
Руси су покушавали да наметну хришћанство, али Монголи су задржавали анимистичке вере. Канови су били уопштено толерантни, иако је неколико руских владара било убијено кад су одбили да се клањају паганским идолима. Узбек-кан (1312—1341) је прихватио ислам као државну веру.

### Вазали и савезници
Златна Хорда је тражила данак од свих потчињених народа: Руса, Јермена, Грузијаца и Кримских Грка. Територије хришћанских поданика нису им биле од великог интереса, док год су настављале да плаћају данак. Те вазалне државе никад нису укључене у Златну хорду, а руски владари су чак добили привилегије да сами сакупљају данак за Татаре. Да би задржали контролу над Русијом татарске војсковође би спроводили редовне казнене походе на руске кнежевине (најопаснији су били 1252, 1293. и 1382).
Постоји међу делом историчара и мишљење да су Хорда и Руси имали одбрамбени савез против Тевтонских витезова и (тада) паганских Литванаца. Иако Велики Новгород никад није признао да је део Хорде, монголски контингент је помогао у бици на Чудском језеру.

### Политички развој
После смрти Бату-кана 1255, Империја је трајала још читав век, све до убиства Јани Бега 1357. Бела и Плава Хорда су имале заједничког владара Берке-кана. Током 1280-их власт је узурпирао Ногај. Током Узбег-кана (1312—1341) Златна Хорда је имала 300.000 ратника.
Златна Хорда је стално мењала савезнике међу Русима, с циљем да Русија остане слаба и подељена. Током 14. века успон Литваније почиње представљати претњу татарској контроли над Русијом. Зато Узбег-кан почиње подржавати Москву, као водећу руску државу. Иван I постаје велики кнез и добија право скупљања пореза од осталих руских кнежевина.
Црна Смрт (куга) у 1340им је главни фактор који је допринио паду Златне Хорде. После убиства Јани Бега 1357, наступило је раздобље грађанског рата са у просеку једним новим каном годишње. До 1380-их Астрахан, Хварезм и Москва су покушали да се ослободе Златне хорде. Доњи ток Дњепра су анектирале Литванија и Пољска.
Татарски генерал Мамај покушао је да поново успостави татарску власт у Русији. Димитрије Донски је победио татарску армију у бици код Куликова. Мамај је убрзо свргнут. Владар Беле хорде Токтамиш је напао и анектирао територију Плаве хорде. Накратко је успео поново успоставити Златну хорду као доминантну регионалну силу. Опустошио је Москву 1382. као казну за непослушност.

### Распад и пад
Фатални ударац Златној хорди дао је Тамерлан, који је уништио Токтамишову војску и главно седиште. Опљачкао је кримске трговачке центре и одвукао је највештије занатлије у своје седиште Самарканд.
У првој декади 15. века поново је везир Едиги успоставио Ногај Хорду.
Током 1440-их Златна Хорда је растрзана грађанским ратом. Распала се у различите канате: Сибирски, Казански, Казимски, Астрахански, Казашки, Узбечки и Кримски. Сви они су се раздвојили од задњих остатака Златне хорде, од Велике хорде.
Ниједан од тих каната није био јачи од Московске Кнежевине, која се коначно ослободила татарске контроле 1480. године. Постепено је Московска Русија анектирала канате, један по један, почевши од Казанског и Астраханског каната у 1550-им. До краја тог века, Сибирски канат је постао део Русије, а потомци владајућих канова признали су руску власт.
Кримски канат је постао османски вазал 1475. и под његовом влашћу су били остаци Велике хорде. Кримски Татари су правили велике невоље Русији током 16. и 17. века, али нису могли да победе Русију ни да заузму Москву. Под османском заштитом, Кримски канат је постојао до 8. априла 1783, када га је анектирала Катарина Велика. Кримски канат је био најдуговечнији наследник Златне хорде.

## Генетика
Генетска студија објављена у часопису  у мају 2018. године испитала је остатке два мушкарца из Златне Хорде сахрањена у округу Улитау у Казахстану око. 1300. године. Један мушкарац, који је био будистички ратник монголоидног порекла, носио је очинску хаплогрупу  и мајчину хаплогрупу . Други мушкарац, који је био белац и вероватно роб или слуга, је био носилац очинске хаплогрупе R1 и хаплогрупе мајке I1b.